# Bayraktar Akıncı
Байрактар Акынджы (с тур. — «Знаменоносный рейдер») — турецкий высотный дальний беспилотный летательный аппарат (БПЛА), разработчик и производитель — компания Baykar Makina.

## Общие сведения
Акынджы является ударным боевым дроном. Первые снимки БПЛА Акынджы попали в СМИ в июне 2018 года. Оснащен украинским турбовинтовым двигателем АИ-450С, первый наземный запуск которого начался в августе 2019 года. Испытание двигателя БПЛА было завершено 1 сентября 2019 года.
После завершения заводских проверок дрон был передан на испытания турецким ВВС. После автоматического руления и взлета БПЛА совершил свой первый полет 6 декабря 2019 года. После 16-минутного испытательного полета он успешно приземлился.
Грузоподъемность Акынджы составляет 1350 кг, включая 400 кг внутренней и 950 кг внешней нагрузки. Два турбовинтовых двигателя, каждые мощностью по 450 л.с, максимальная взлетная масса составляет 5,5 тонн.
Акынджы станет первым БПЛА, способным запускать крылатые ракеты воздушного базирования. БПЛА оснащен искусственным интеллектом для повышения осведомленности в сложных погодных условиях.
К началу 2021 года завершены испытания и сообщается о готовности к началу серийного производства. Предполагается что серийные машины будут оснащаться поршневым двигателем PD-222.
В 2021 году был принят на вооружение ВВС Турции. С 2022 года запущено серийное производство.

## Характеристики
Данные от Baykar Makina

### Общие характеристики
- Длина: 12,2 м
- Размах крыльев: 20,0 м
- Высота: 4,1 м
- Максимальный взлетный вес: 6000 кг
- Полезная нагрузка: 1500 кг
- Внутренний: 400 кг
- Максимальная скорость: 361 км / ч
- Внешний: 950 кг
- Силовая установка: 2 турбовинтовых двигателя АИ-450Т мощностью по 450 л. с. или 2 поршневых турецких PD-222[9][10]

### Летные характеристики
- Максимальная длительность полета: 24 часа
- Практический потолок: 13 751 м

### Вооружение

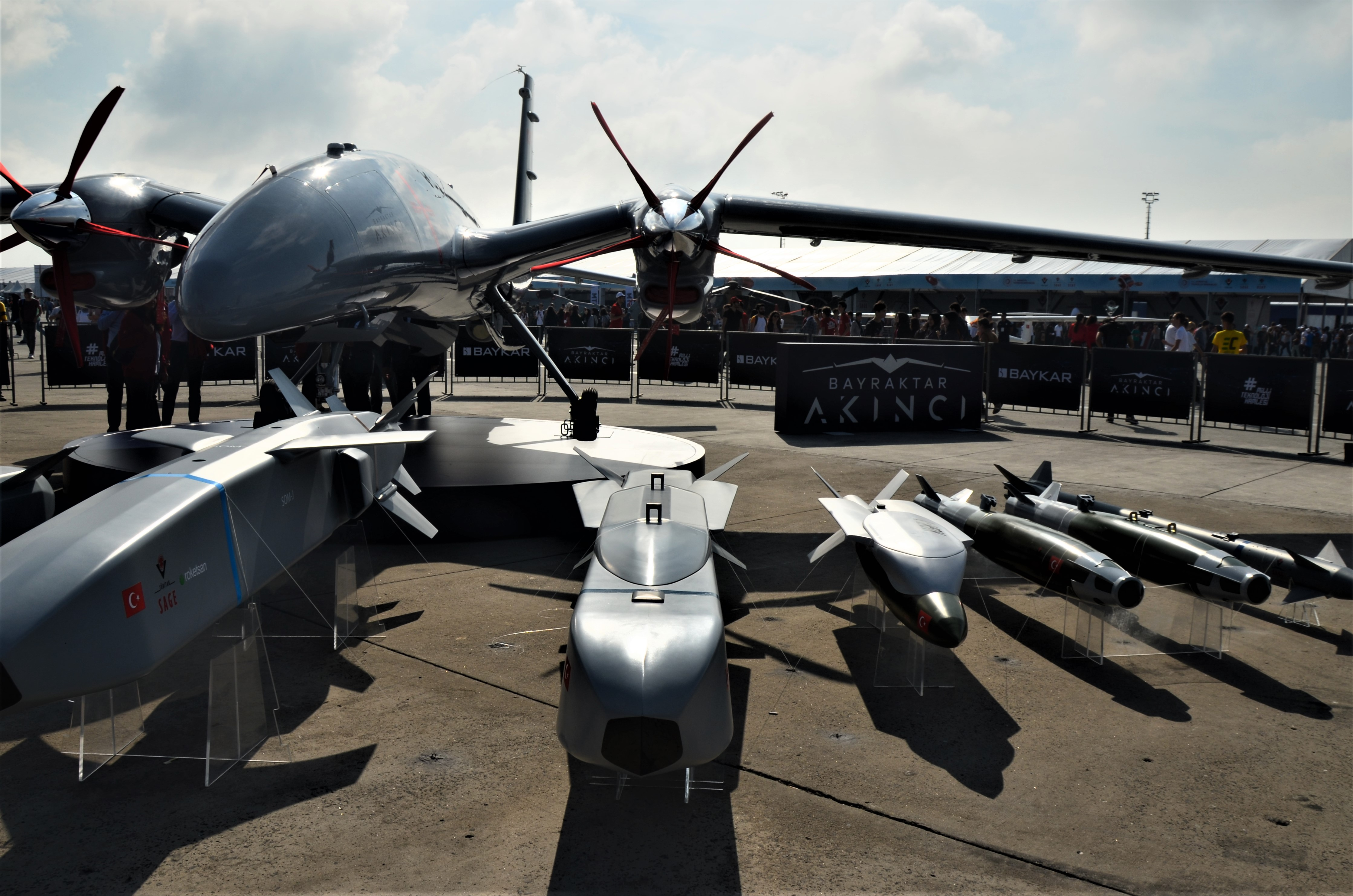
Технофест 2019, Турция

Подвесных точек: 9, внутренняя 450 кг и 8 внешних 900 кг
- Ракеты:
  - класса "воздух-воздух"[англ.] дальностью 8 км / 30 км / 100 км / с принципом выстрелил и забыл[13]
  - Cirit[англ.]
  - MAM -L / -С
  - L-UMTAS
  - Bozok[14]
  - бомбы турецкого производства Mark 84 / Mk83 / Mk82 / Mk81 / NEB-84 / SARB-83[15]
  - Крылатая ракета SOM Крылатая ракета SOM (дальность более 275 км)[13]

### Навигация
- Радиолокационная установка АФАР отечественного производства
- Система нацеливания от Aselsan

## Операторы
Турция
- Сухопутные войска Турции – 3 единицы на 2024 год[16]
- ВВС Турции – 12 единиц на 2024 год[16]
- Национальная разведывательная организация (MIT) – 1 дрон[17]

 Пакистан – 1 единица на 2024 год. Планируются дальнейшие поставки.
 Саудовская Аравия – королевство подписало соглашение на закупку большой партии дронов Akinci и изъявило желание локализовать производство данного семейства дронов на своей территории.
 Азербайджан
 Киргизия: 2 единицы в пограничной службе Кыргызстана по состоянию на 2024 год
 Ливия
 Эфиопия
Мали